# Lokve (gmina Črnomelj)
Lokve – wieś w Słowenii, w gminie Črnomelj. W 2018 roku liczyła 524 mieszkańców.